# Външна политика на Израел
1947 г., 29 ноември. Общото събрание на ООН одобрява плана за разделяне на Палестина на арабска и еврейска част. Районът на Йерусалим остава под международен контрол (Йерусалим става проблемна зона за Палестина със създаването и на Израел през 1949 г.)
1948 г., 14 май. Израел обявява независимост върху земята, дадена му по силата на резолюция № 181 на ООН. На следващия ден, египетският м-р председател Нокраши Паша издава заповед военните сили на Египет да навлязат в Израел. В надпреварата за подялба на земята „Израел“ се включват и армиите на съседните на Израел арабски страни – Ливан, Сирия, Транс-Йордания, подкрепени от войски на Саудитска Арабия, Ирак. „Това ще бъде една война на унищожение и на значимо клане… както монголските кланета“, казва Азам Паша – генерален секретар на Арабската лига на 15 май на конференция в Кайро.
1949 г., 11 май. ООН приема държавата Израел за свой пълноправен член. Израел заема мястото си като 59-ия член в организацията на ООН. Като последица от войната град Иерусалим е поделен между Израел и Трансйордания. Източен Йерусалим, където се намира Стария град, някогашния Йерусалим, попада под властта на Трансйордания.
1948 г. – 1949 г., 5 май/ 1 март. Арабско-израелската война между Израел и съседните Египет, Ливан, Йордания и Сирия. Известна на израелците като война за независимост.
1949 г., февруари – юли. Край на първата война. Подписани споразумения за край на военните действия от 1948 г., Установено примирие между Израел и Йордания по демаркационната линия на ООН.
1949 г., 6 януари. На гръцкия остров Родос се постига съгласие от страна на Египет да подпише мирен договор с Израел. Споразумеието е с посредниеството на д-р Ралф Бънч. Ралф Джонсън Бънч е американски политолог, дипломат и борец за граждански права. За мирното посредничество в Палестина през 1948 удостоен с Нобелова награда за мир за 1950 г.
1949 г., 12 януари. Отново на остров Родос започват преговорите за мирно споразумение между Израел и Египет. Малко след тяхното начало, Израел се съгласява да освободи обсадените египетски военни бригади в гр. Фалуджа (Фалуджа се намира на ок. 69 км на запад от Багдад. Разположен е на река Ефрат и е на пътя между Багдад и Йордания).
1949 г., 12 февруари. В Кайро е убит Хасан ал-Бана, лидер на ислямистка фундаменталистка групировка „Мюсюлмански братя“ (Организацията „Мюсюлмански братя“ счита Великобритания за отговорна за създаването на държавата Израел, която за тази цел окупира Палестина).
1949 г., 24 февруари. На остров Родос Израел и Египет подписват примирие.
1949 г., 23 март. Мирен договор между Ливан и Израел. Основните точки в него са: Линията на примирието „да е на територията на Ливан“, а Израел оттегля силите си от ливанска територия.